# St. John’s (Antigua és Barbuda)
Saint John’s, közkeletű írásmódjával St. John's a Karib-tengeri Kis-Antillák Szélcsendes-szigetei (Leeward Islands) közé tartozó Antigua és Barbuda fővárosa és egyben legnépesebb városa az Antigua szigetének északnyugati partját tagoló mélyvizű öböl, a Saint John’s Harbour partján. Földrengéses övezetben fekszik, 1843-ban és 1974-ben pusztító erejű földrengések sújtották.
St. John's az ország gazdasági, adminisztrációs, kereskedelmi és közlekedési központja.

## Éghajlat
Éghajlata trópusi szavanna, az évi középhőmérséklet 27,5 °C. A csapadék évi átlaga mintegy 1000 mm – ennek mintegy négyötöde májustól októberig hullik le. A hurrikánok gyakran veszélyeztetik.
| Hónap                                           | Jan. | Feb. | Már. | Ápr. | Máj. | Jún. | Júl. | Aug. | Szep. | Okt. | Nov. | Dec. | Év   |
| ----------------------------------------------- | ---- | ---- | ---- | ---- | ---- | ---- | ---- | ---- | ----- | ---- | ---- | ---- | ---- |
| Rekord max. hőmérséklet (°C)                    | 31,2 | 31,8 | 32,9 | 32,7 | 34,1 | 32,9 | 33,5 | 34,9 | 34,3  | 33,2 | 32,6 | 31,5 | 34,9 |
| Átlagos max. hőmérséklet (°C)                   | 28,3 | 28,4 | 28,8 | 29,4 | 30,2 | 30,6 | 30,9 | 31,2 | 31,1  | 30,6 | 29,8 | 28,8 | 29,8 |
| Átlaghőmérséklet (°C)                           | 25,4 | 25,2 | 25,6 | 26,3 | 27,2 | 27,9 | 28,2 | 28,3 | 28,1  | 27,5 | 26,8 | 25,9 | 26,9 |
| Átlagos min. hőmérséklet (°C)                   | 22,4 | 22,2 | 22,7 | 23,4 | 24,5 | 25,3 | 25,3 | 25,5 | 25,0  | 24,4 | 23,9 | 23,0 | 24,0 |
| Rekord min. hőmérséklet (°C)                    | 15,5 | 16,6 | 17,0 | 16,6 | 17,8 | 19,7 | 20,6 | 19,3 | 20,0  | 20,0 | 17,7 | 16,1 | 15,5 |
| Átl. csapadékmennyiség (mm)                     | 56   | 45   | 46   | 72   | 89   | 62   | 86   | 99   | 131   | 142  | 135  | 83   | 1046 |
| Forrás: Antigua/Barbuda Meteorological Services |      |      |      |      |      |      |      |      |       |      |      |      |      |

## Történelme
Angolok alapították 1632-ben. A franciák többször is elfoglalták, de mindannyiszor csak rövidebb időre. A sziget végérvényesen 1764-ben vált angol gyarmattá. A kikötő védelmére az angolok az öböl bejáratának mindkét oldalán erődöt építettek:
- Fort James (1704–1739),
- Fort Barrington (1780 körül).

1871-ben tették koronagyarmat székhelyévé. 1981. november 1. óta a független Antigua és Barbuda fővárosa.

## Közlekedése, kereskedelme
A főváros az ország egyetlen, óceánjárók fogadására alkalmas kikötője; a vízmélység 11–15 m. A hajókat a hullámzástól az öbölben található Rat Island szigetke védi. A világítótorony koordinátái: é. sz. 17,1343°, ny. h. 61,9263°17.134300°N 61.926300°W
Alapvető exportcikkek: cukor, melasz, rum, gyapot, trópusi gyümölcsök;
a kivitel fő célpontja Nagy-Britannia
Nemzetközi repülőtere, a Coolidge a várostól mintegy 10 km-re épült, és főleg a turisták fogadására szolgál.

## Lakossága
Lakossága 2002-ben 32 000 fő, 1985-ben 36 000 fő volt. Mintegy 90%-uk afrikai származású, 5-5% mulatt, illetve angol leszármazott.

## Gazdasága
Az idegenforgalom az 1970-es/1980-as évek fordulóján vált a gazdaság vezető ágazatává.
Kereskedelmi, kulturális, idegenforgalmi és oktatási központ.
Ipara:
- kis kőolajfinomító,
- halkonzervgyár,
- cukorfinomító,
- citromeszencia-gyártó üzem,
- rumfőzdék,
- olajütők,
- pamutipar.

## Városkép, látnivalók

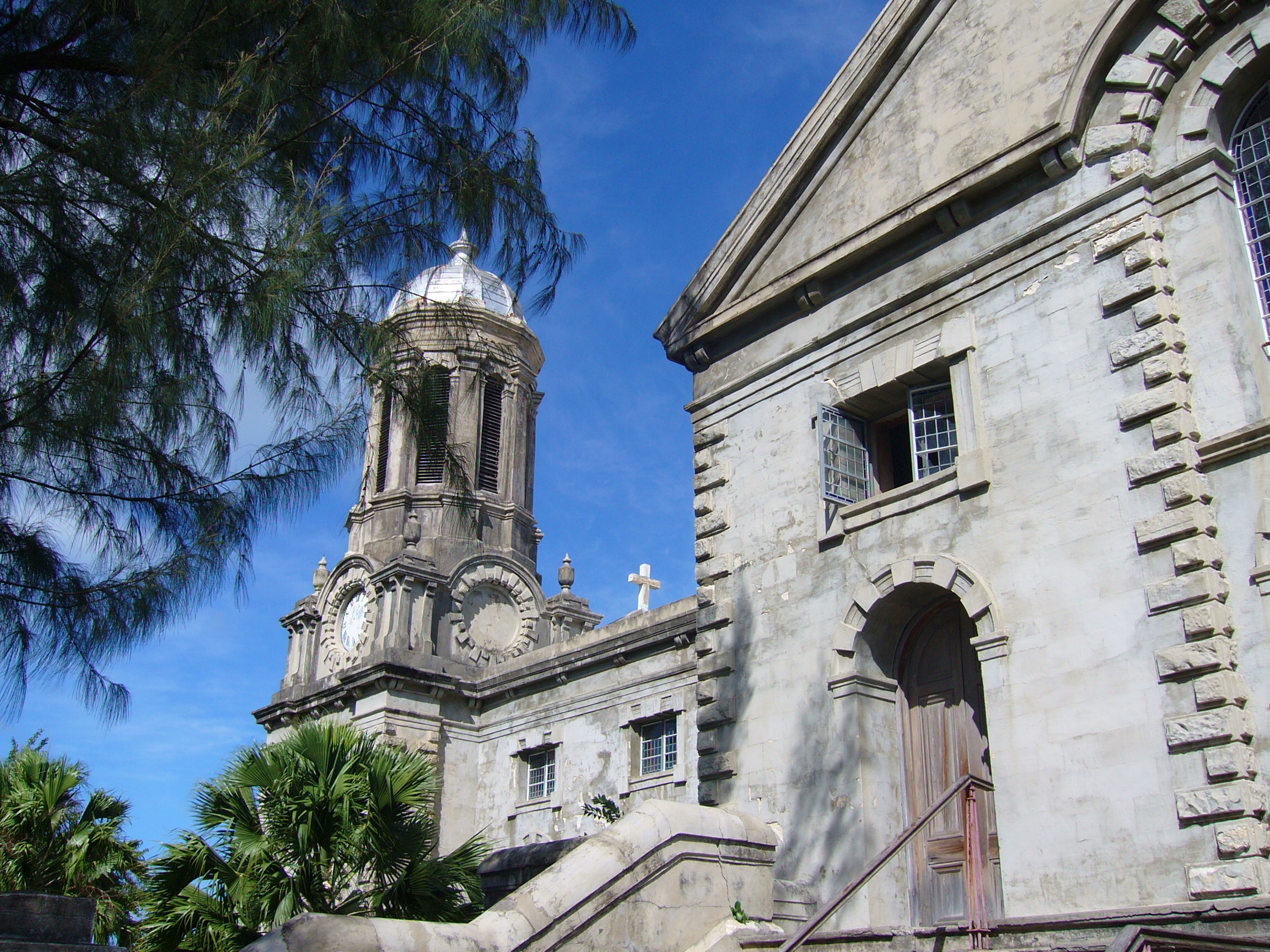
A Szent János-székesegyház

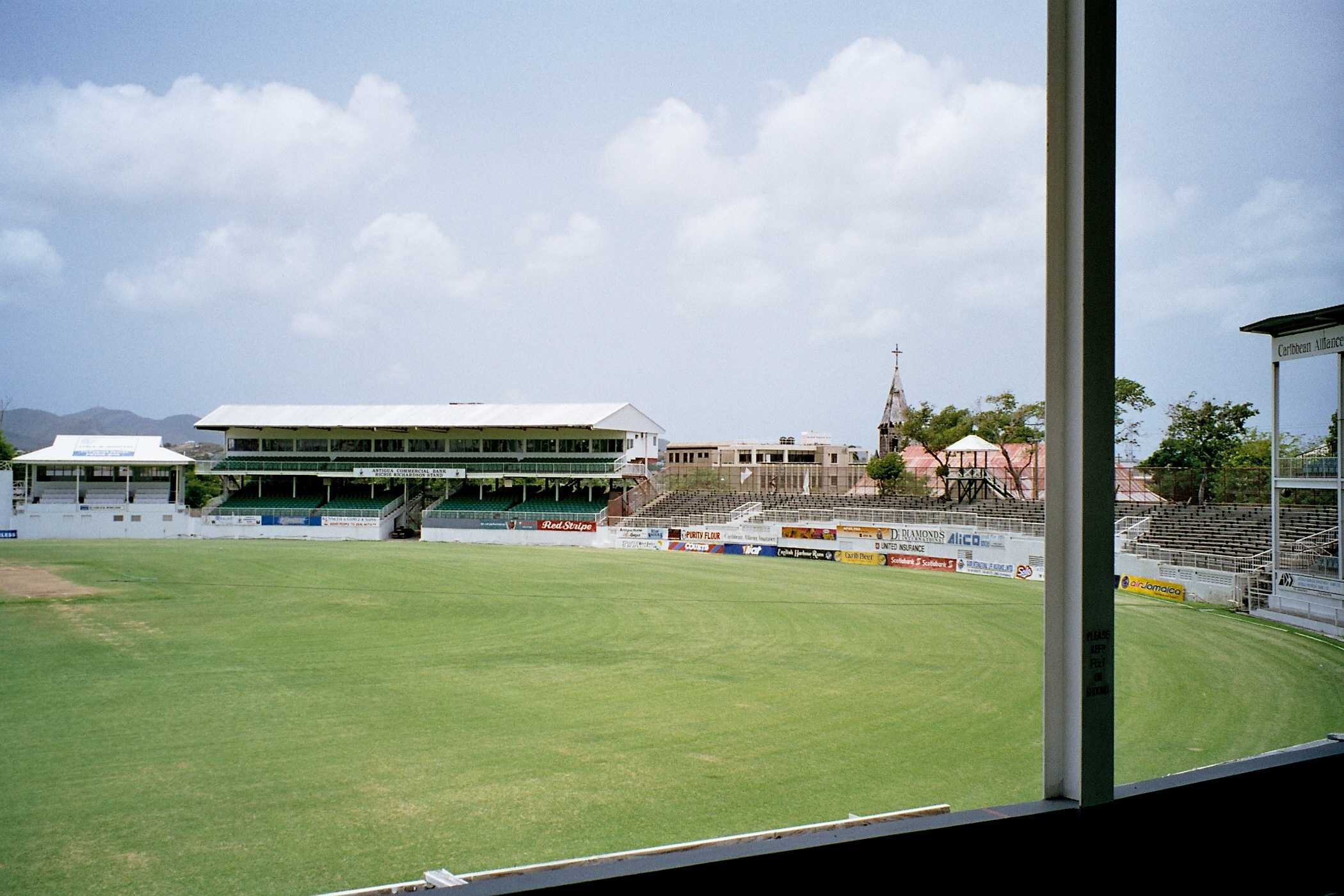
A stadion

A belvárost sakktáblaszerű, egymást merőlegesen keresztező utcákkal tervezték; a két nagy földrengést viszonylag sok 18-19. századi ház túlélte.
A   Fort James az öböl északi részébe benyúló Saint John’s Point félszigeten áll; a Fort Barrington pedig a Got Hill félszigeten.
A Függetlenség tere mellett kialakított botanikus kertben sokféle trópusi növényt mutatnak be.

### Szent János-székesegyház
A város jelképe a városképet uraló, 1845–1848-ban épült, kéttornyú, barokk stílusú Szent János-székesegyház a város központi parkjában. Elődeit az 1683-as, illetve az 1745-ös földrengés rombolta le.

### Antigua és Barbuda Múzeuma
A múzeumnak egy 1747-ben épített, gyarmati stílusú épület ad otthont. A múzeum többek között az arawak indiánoknak állít emléket.

### Kormányzati ház
Antigua és Barbuda államfője a mindenkori brit uralkodó – ez a ház az őt képviselő kormányzó hivatala.

## Fordítás
- Ez a szócikk részben vagy egészben  a   St. John's, Antigua and Barbuda című angol Wikipédia-szócikk ezen változatának fordításán alapul.  Az eredeti cikk szerkesztőit annak laptörténete sorolja fel. Ez a jelzés csupán a megfogalmazás eredetét és a szerzői jogokat jelzi, nem szolgál a cikkben szereplő információk forrásmegjelöléseként.